# Mladen Žigrović
Dr Mladen Žigrović (Zagreb, 15. siječnja 1917. – Beckenham, London, 28. rujna 1986.) je bio hrvatski esejist i novinar.

## Životopis
Studirao je španjolski jezik i književnost u Madridu od 1947. do 1950, istodobno pripremajući doktorsku radnju koju je uspješno obranio u Rimu 1954. pod naslovom Bosna i Hercegovina od okupacije 1878. do aneksije 1909. U Londonu je djelovao u Hrvatsko-engleskom društvu te pisao članke u Hrvatskoj reviji, koja mu je objavila zbirku radova U žitu i kukolju (1986). 

## Djela
- U žitu i kukolju, eseji, članci i razgovori, 1986.

## Vanjske poveznice
- Bibliografija Hrvatske revije[neaktivna poveznica] Članci
- Bibliografija Hrvatske revije[neaktivna poveznica] Dr. Mladen Žigrović (1917-1986.)